# Johann Elias Schlegel
Johann Elias Schlegel (Meißen, 17 agosto 1719 – Sorø, 13 agosto 1749) è stato uno scrittore e drammaturgo tedesco, fratello di Johann Adolf.

## Biografia
Studiò diritto e filosofia a Lipsia, fu professore alla Ritterakademie, accademia militare danese di Sorø, dal 1748. Fu la personalità più spiccata nell'ambito dei seguaci, poi ribelli, di Johann Christoph Gottsched.
Fu teorico del teatro, poiché nell'introduzione dello studio di William Shakespeare in Germania anticipò Gotthold Ephraim Lessing, pubblicando nel 1741 il saggio Vergleichung Shakespeares und Andreas Gryphs che svela la tendenza del teatro britannico al "dramma di carattere".
Ai tempi della Sturm und Drang, Johann Elias tentò di promuovere il connubio fra il teatro tedesco con il modello francese, attraverso i canoni degli autori classici, scrivendo nel 1747 il noto saggio Gedanken zur Aufnahme des dänischen Theaters. In sostanza, egli volle rivendicare una maggiore libertà dell'artista contro l'imitazione della realtà e le formule letterarie tradizionali.
Fra i suoi lavori teatrali si ricorda la tragedia giovanile Die Geschwister in Taurien (1739), dai toni fortemente classicheggianti; Hermann (1743), tragedia attenta al recupero della storia patria; Canut (1746), valido nelle forti caratterizzazioni di personalità attinte dalla storia danese; riproposto più volte anche in tempi moderni è Die stumme Schönheit (La muta bellezza), una commedia in versi in un atto, pubblicata nel 1747, poi rappresentata ad Amburgo il 5 giugno 1754, considerata una vera preziosità di stile e di tono, se non un vero e proprio capolavoro della scuola teatrale sassone sorta prima dell'avvento di Lessing.
La sua biografia venne pubblicata dall'altro fratello, Johann Heinrich Schlegel, a Copenaghen, nel 1770; sempre Johann Heinrich curò anche l'edizione delle opere in 5 volumi, ristampata a Francoforte sul Meno nel 1971.

## Opere (parziale)
- I tre filosofi [Die drey Philosophen, Fragment eines Lustspiels], 1742.
- Canuto [Canut: ein Trauerspiel], 1743.
- Il re del giardino [Der Gärtnerkönig], 1746.
- Il trionfo delle donne dabbene [Der Triumph der guten Frauen, ein Lustspiel in fünf Aufzügen], 1747.